# فريدريش سيزار
فريدريتش سيزار ديلا هارب ولد سنة 1754 م في لوري في سويسرا وتوفي لوزان سنة 1838 م، سياسي سويسري كان أستاذ ألكسندر الأول   

## الدراسة وبداية سيرته الوظيفية
- في عام 1768، درس في المعهد الذي أسسه مارتن فون بلانتا في هالدنشتاين، حيث الروح الجديدة السائدة.
- في عام 1774، حصل على درجة الدكتوراة في القانون في توبنغن (ألمانيا)، حيث يدرس هنري مونود.

صار حينئذ محاميا ورجلا متعلما.

## معلم القيصر
- من عام 1782 إلى عام 1795، عمل معلما للقيصر المستقبلي الكسندر الأول[4] وشقيقه قسطنطين.

من سانت - بطرسبورغ، نشر سلسلة من الكراسات ضد الهيمنة البرنية، تحت أسماء مستعارة فيلانتروبيس وهلفاتوس.
- في كانون الأول / ديسمبر 1794، طرد من بلدة جدة اثنين من طلابه، الامبراطوره كاترين الثانية، ولكن طلب الكسندر منه البقاء حتى شهر ايار.

## وجوده في باريس
بما انه محظور من البقاء في أرض الفوؤد من قبل اصحاب السعادة برن، انتقل في آب 1795 إلى جنيف في إقليم جنثود حيث يحضر أعمال الحملة.
وفي عام 1796. انتقل إلى باريس لرعاية ابن عمه أميدي حيث اسس «النادي السويسري».

## استقلال فؤود
- في عام 1796، نشر مقالا عن المعنى الدستور لمفاطعة فؤود
- في 9 كانون الأول 1797، توجه بعريضة إلى المديرية الفرنسية تدعو لضمان فرنسا، وفقا لمعاهدة لوزان الموقعة عام 1564.

بالمقابل، دعت السلطة التنفيذية لفرنسا لأعضاء من حكومات وبرن وفريبورغ إلى الحرص على السلامة الفردية وسلامة الممتلكات القادمة من مقاطعة فؤود.
في 23 كانون الثاني 1798، أكد القائد العام مينارد للجنة من مدينة نيون حماية الدولة الفرنسية. لوهارب خاطب مواطني فؤود في تلك اللحظة: «ان بإمكانكم في هذه اللحظة، اعلان الاستقلال الخاصة بكم.»
وفعلا أعلن الاستقلال في 24 كانون الثاني 1798. واقتحمت القوات الفرنسية الأراضي السويسرية في 28 كانون الثاني 1798.

## الجمهورية السويسرية
في 12 نيسان / أبريل 1798، أنشئت الجمهورية السويسرية.
من حزيران 1798 إلى كانون الثاني 1800، تقلد منصب عضو في المجلس السويسري للجمهورية حيث تمت الإطاحة به عبر انقلاب عسكري. بعد اعتقاله، تمكن من الفرار إلى بايرن أثناء نقله إلى برن ولجأ إلى فرنسا، حيث وعد بونابرت بعدم التدخل في السياسة الداخلية في سويسرا.

## العودة في روسيا
في 23 آذار 1801، اغتيل القيصر بولس الأول وورثه ابنه القيصر الكسندر في الحكم. ذهب لوهارب إلى سان بطرسبرغ لاسداء المشورة للقيصر إلى الكسندر سرا.
في ايار 1802، وبعد احساسه بالعداء من محيط القيصر لوجوده في روسيا، غادر لوهارب روسيا متجها نحو بليس بيكيه في فرنسا.

## قانون الوساطة
في عام 1803، أصدر بونبارت قانون الوصاية، وتابع الأعمال التحضيرية لهذا القانون عن كثب. وفي رسالة مؤرخة في 1 شباط 1803 إلى القيصر الكسندر الأول، لا يخفي بونبارت حقده على النظام الفيديرالي وتفضيله النظام الموحد: «ما هي الخسائر والجهود التي بذلت لعمل مقيت، في حين أن مهلة ثمانية أيام تكفي للإعداد لحكومة مركزية!»

## حقد نابوليون عليه
انها تعكس كيفية استخدام نابليون لخداع الآخرين، وهو يحاول اقناع قيصر لمكافحته.

## هزيمة نابليون، واعادة الإعمار
في 21 كانون الأول 1813، اجتاحت جيوش الحلفاء سويسرا.
في 2 آذار 1814، في شومو، وبدعوة من لوهارب، تمكن القيصر الكسندر من قبول الالتحاق بالحلفاء، من خلال المفاوضات التي اجراها سفيره كابو ديستريا، وقبل وجود تسعة عشر كانتونا عام 1803.أنقذت بلاد الفؤود ولم يبق وجودها معلقا بمعاهدة فيينا حيث تم ذلك لاحقا.

## المجلس الأعلى لإقليم فود السويسري
في اب 1816، انتقل لوهارب إلى لوزان.
في الفترة 1816-1828، يحتل مركزا في المجلس الأعلى في كانتون فود.

## الاحتفال
وفي 30 اذار 1798، وأثناء عقد الدورة السنوية للمجلس الأعلى لكانتون فود، قلد لوهارب ميدالية تقديرا لمساهمته في استقلال البلاد.
في العدد 7 من شارع لغراند - رول، لوحة تشير إلى ولادته.
بعد وفاته، أعطي سميت الجزيرة الصغيرة التي بنيت في حوالي 1835 باسمه من اجل حمايه ميناء رول.قامت لجنة ببناء مسلة خاصة به. المسلة تحمل قولا مأثورا للقيصر «أضحي بكل شيء لأكون سويسريا».

## رصيده من المعادن
في 1820، تلقى متحف كانتون فؤود مجموعة كبيرة من المعادن من روسيا عن طريق هبة فريدريك لوهارب سي، وكان نفسه قد تلقاها من قيصر روسيا، الكسندر الأول.

## الأسرة
ابن عمه فرانسيس أمادو ايمانويل لوهافر، (1754-1796)، سويسري عمل بالعسكرية وبمثابة باتريوت وصار قائدا عسكريا في جيوش بونابرت

## روابط خارجية
- فريدريش سيزار على موقع الموسوعة البريطانية (الإنجليزية)